# Trewent Point
Trewent Point är en udde i Storbritannien.   Den ligger i kommunen Pembrokeshire och riksdelen Wales, i den södra delen av landet, 300 km väster om huvudstaden London. Arean är 64 kvadratkilometer.
Terrängen inåt land är platt. Havet är nära Trewent Point åt sydost.  Närmaste större samhälle är Pembroke, 5,2 km nordväst om Trewent Point. 